# Stephen McNeil
Stephen McNeil (nascido em 10 de novembro de 1964) é um político canadense que foi o 28.º primeiro-ministro da província de Nova Escócia, tendo assumido o cargo em 22 de outubro de 2013 até 23 de fevereiro de 2021. Ele também representou a equitação de Annapolis na Assembléia legislativa de Nova Escócia desde 2003, e foi o líder do Partido Liberal da Nova Escócia desde 2007.